# 沙漠神行者
《沙漠神行者》（日语：砂ぼうず）是日本漫畫家薄根正俊的日本漫畫作品。於《Comic Beam》1997年2月号連載至今。已出版21卷單行本。台灣由青文出版社代理。

## 劇情簡介
舞台為關東大沙漠，在好幾百年前文明突然消失，人類再度回到肉弱強食的時代。

## 登場人物
水野灌太／沙漠神行者（聲：鈴木千尋）
本作第一章主角。第一章初登場17歲。
小泉太湖／小砂（聲：齋藤千和）
本作第一章女主角。在第二章為其主場，漫畫版的人物設計與動畫版有極大差異。
朝霧純子（聲：小谷朋子）
雨蜘蛛（聲：若本規夫）
川口冬夫（聲：齊藤次郎）
川口秋夫（聲：かわのをとや）
川口春夫（聲：高戶靖廣）
小出水嚴道（聲：中嶋聰彥）
小出水滿（聲：茂木滋）
川口夏子（聲：皆口裕子）
蛙誠（聲：神谷浩史）
大沼次郎（聲：田中秀幸）

## 出版書籍
| 集數 | Enterbrain     | Enterbrain             |
| 集數 | 發售日期       | ISBN                   |
| ---- | -------------- | ---------------------- |
| 1    | 1997年8月22日  | ISBN 4-75-611110-6     |
| 2    | 1998年4月25日  | ISBN 4-75-720040-4     |
| 3    | 1998年7月22日  | ISBN 4-75-720136-2     |
| 4    | 1999年2月25日  | ISBN 4-75-720337-3     |
| 5    | 1999年8月25日  | ISBN 4-75-720511-2     |
| 6    | 2000年2月25日  | ISBN 4-75-720700-X     |
| 7    | 2000年9月26日  | ISBN 4-75-770202-7     |
| 8    | 2001年3月26日  | ISBN 4-75-770376-7     |
| 9    | 2001年10月25日 | ISBN 4-75-770586-7     |
| 10   | 2002年3月25日  | ISBN 4-75-770810-6     |
| 11   | 2002年12月24日 | ISBN 4-75-771177-8     |
| 12   | 2003年9月25日  | ISBN 4-75-771583-8     |
| 13   | 2005年8月31日  | ISBN 978-4-75-772405-1 |
| 14   | 2010年3月25日  | ISBN 978-4-04-726496-0 |
| 15   | 2014年1月25日  | ISBN 978-4-04-729413-4 |
| 16   | 2015年1月24日  | ISBN 978-4-04-730159-7 |
| 17   | 2016年1月25日  | ISBN 978-4-04-730882-4 |
| 18   | 2016年8月25日  | ISBN 978-4-04-726220-1 |
| 19   | 2017年6月24日  | ISBN 978-4-04-734700-7 |
| 20   | 2018年4月12日  | ISBN 978-4-04-735123-3 |
| 21   | 2019年4月12日  | ISBN 978-4-04-735597-2 |

## 電視動畫
2004年10月開始在中部日本放送、東北放送、北海道放送、RKB每日放送JNN系列4局共同製作。旁白由大木民夫擔當。

### 製作團隊
- 原作 - 薄根正俊
- 監督 - 稻垣隆行
- 副監督 - 板垣伸
- 系列構成 - 山口宏
- 人物設計、總作畫監督 - 吉松孝博
- 機械設計 - 川原智弘
- 銃器設定 - 村松尚雄
- 美術監督 - 谷村心一
- 色彩設計 - 鈴木壽枝
- 攝影監督 - 北村直樹
- 編輯 - 廣瀬清志
- 音響監督 - 本山哲
- 音樂 - 田中公平
- 製作人 - 川原陽子、渡邊隆、岡崎剛之、鈴木和彥、千葉卓也、田中裕一
- 動畫製作 - GONZO
- 製作、著作 - GDH、Commonwealth Entertainment、波麗佳音、中部日本放送、東北放送、北海道放送、RKB每日放送

### 主題曲
片頭曲
「Sand Mission」（第1話 - 第12話）
作詞 - 吉元由美 / 作曲 - 武藤良明 / 編曲 - 籠島裕昌 / 歌 - 高取秀明
在24話這首作為片尾曲使用。
「DESTINY OF THE DESERT」（第13話 - 第23話）
作詞 - 相吉志保 / 作曲・編曲 - 宮原惠太 / 歌 - YUKA

片尾曲
（第1話 - 第12話）
作詞 - 小岩井壱悟 / 作曲・編曲 - 水垣カエル / 歌 - 高取秀明
（第13話 - 第23話）
作詞 - 長村楓 / 作曲 - 岡素世 / 編曲 - 宮原惠太 / 歌 - YUKA
在24話這首作為片頭曲使用。

### 各話列表
| 話数 | 標題 | 翻譯                                   | 腳本       | 分鏡             | 演出             | 作畫監督                 |
| ---- | ---- | -------------------------------------- | ---------- | ---------------- | ---------------- | ------------------------ |
| 1    |      | 妖怪和巨乳                             | 山口宏     | 稻垣隆行         | 稻垣隆行         | 吉松孝博                 |
| 2    |      | 沙子和雨                               | 山口宏     | 稻垣隆行         | 原田孝宏         | 烏宏明                   |
| 3    |      | 戰車和機關槍                           | 中村浩二郎 | 板垣伸           | 板垣伸           | アオキヨシト             |
| 4    |      | 狙擊和腳步聲                           | 山口宏     | 根室大           | 水本葉月         | 齊藤和也                 |
| 5    |      | 古井和陷阱                             | 中村浩二郎 | 上條修           | 新田義方         | 古谷田順久               |
| 6    |      | 火箭和放蕩                             | 中村浩二郎 | 金澤勝眞         | 犬川犬夫         | 江上夏樹                 |
| 7    |      | 師傅和徒弟                             | 山口宏     | 小寺勝之         | 山田弘和         | 清丸悟                   |
| 8    |      | 狗女和岩石                             | 山口宏     | 小寺勝之         | 佐佐木真哉       | 須田正巳 野口啓生        |
| 9    |      | 人生和遊戲                             | 竹田裕一郎 | 板垣伸           | 安川勝           | 烏宏明                   |
| 10   |      | 看守和尋寶人                           | 竹田裕一郎 | 上條修           | 新田義方         | 古谷田順久 村上勉        |
| 11   |      | 罪與罰                                 | 山口宏     | 稻垣隆行         | 粟井重紀         | アオキヨシト             |
| 12   |      | 少女和救出                             | 中村浩二郎 | 犬川犬夫         | 犬川犬夫         | 江上夏樹                 |
| 13   |      | 理想和現實                             | 中村浩二郎 | ゆきひろ         | 安川勝 原田孝宏  | 土屋圭                   |
| 14   |      | 小砂和全自動                           | 山口宏     | 小寺勝之         | 長尾肅           | 井上善勝 須田正巳        |
| 15   |      | 兄弟和兒時玩伴                         | 竹田裕一郎 | 上條修           | 角田一樹         | 菅原浩喜 本村晃一        |
| 16   |      | 咖哩和白飯（電視版） 大便和尿（DVD版） | 竹田裕一郎 | 河村建一         | 唐戶光博         | 竹森由加                 |
| 17   |      | 純子和追蹤者                           | 中村浩二郎 | 小寺勝之         | 犬川犬夫         | 江上夏樹                 |
| 18   |      | 挫折和絕望                             | 中村浩二郎 | 小寺勝之         | 山田弘和         | 烏宏明                   |
| 19   |      | 上和下                                 | 竹田裕一郎 | 根室大           | 粟井重紀         | 深澤謙二                 |
| 20   |      | 裡面和方便                             | 竹田裕一郎 | 板垣伸           | 板垣伸           | アオキヨシト             |
| 21   |      | 師傅和徒弟2                            | 山口宏     | 稲垣隆行         | 熊谷雅晃         | 青木哲郎                 |
| 22   |      | 雨和海                                 | 山口宏     | 板垣伸           | 板垣伸           | 江上夏樹                 |
| 23   |      | 疑惑和野心                             | 山口宏     | 板垣伸           | 唐戸光博         | 清丸悟 深澤謙二 村松尚雄 |
| 24   |      | 太湖和灌太                             | 山口宏     | 稻垣隆行、板垣伸 | 稻垣隆行、板垣伸 | サムシング吉松           |

### 播放電視台
| 播放地域   | 播放電視台   | 播放期間                                               | 播放時間                                  | 放送系列      | 備註                  |
| ---------- | ------------ | ------------------------------------------------------ | ----------------------------------------- | ------------- | --------------------- |
| 中京廣域圈 | 中部日本放送 | 2004年10月4日 - 2005年3月21日                          | 星期一 25:30 - 26:00                      | TBS系列       | 製作電視台            |
| 埼玉縣     | 埼玉電視台   | 2004年10月5日 - 2005年3月22日                          | 星期二 25:00 - 25:30                      | 獨立UHF電視台 |                       |
| 宮城縣     | 東北放送     | 2004年10月7日 - 2005年3月24日                          | 星期四 26:00 - 26:30                      | TBS系列       | 製作電視台            |
| 北海道     | 北海道放送   | 2004年10月8日 - 2005年3月25日                          | 星期五 26:45 - 27:15                      | TBS系列       | 製作電視台            |
| 福岡縣     | RKB每日放送  | 2004年10月27日 - 2005年4月13日                         | 星期三 25:58 - 26:28                      | TBS系列       | 製作電視台            |
| 日本全域   | AT-X         | 2005年1月5日 - 6月15日                                 | 星期三 11:30 - 12:00                      | CS放送        | 重播                  |
| 近畿廣域圏 | 每日放送     | 2005年2月5日 - 9月3日                                  | 星期六 26:55 - 27:25                      | TBS系列       | 『Anime Shower』第3部 |
| 日本全域   | 家庭劇場     | 2007年7月23日 - 10月8日 2007年10月25日 - 2008年2月14日 | 星期一 16:30 - 17:00 星期四 24:30 - 25:00 | CS放送        | 重播                  |

- Official HP内從2005年1月11日 - 1月16日第1話以及6月20日 - 6月26日的第24話可以在網路廣播上免費觀看。

### 網路廣播
『網路廣播 砂漠奇兵』由音泉從2004年10月7日到2005年6月30日配信的網路廣播節目。角色性格擔當鈴木千尋、齋藤千和。

## 外部連結
- 沙漠神行者動畫官網（日語）
- hicbc.com：砂ぼうず （页面存档备份，存于）（日語）
- インターネットラジオ 砂ぼうず（音泉廣播節目組） （页面存档备份，存于）（日語）